# Étienne Brunet (musicien)
Pour les articles homonymes, voir Étienne Brunet et Brunet.
Étienne Brunet est un musicien, compositeur et improvisateur, né à Paris le 2 janvier 1954. Il joue saxophone alto et soprano, clarinette basse, cornemuse, harmonicas et instruments électroniques.

## Biographie
Participe aux chœurs d’enfants de l’Opéra de Nice à l’âge de sept ans, puis réapprend la musique en autodidacte à l’adolescence et prend des cours avec Steve Lacy dont l’originalité de la pensée musicale influencera toute sa carrière. Il fera de nombreux métiers en plus de la musique (maquettiste de presse, ouvrier du livre, accordeur de saxophones, opérateur sur synthétiseur d’écriture pour des chaînes de télévision). Il fonde en 1979 le trio Axolotl (ne pas confondre avec d’autres groupes homonymes venus une ou deux décennies plus tard) avec Marc Dufourd et Jacques Oger. En 1984 il fonde le groupe Aller Simple Paris, avec l’accordéoniste Odile Lavault dite Gina Sbu, consacré à des arrangements de musique folklorique d’Europe de l’Est. À partir de 1987 il collabore avec le poète Julien Blaine. Il se produit avec des musiciens aussi variés que Jac Berrocal, Anthony Coleman, Wayne Dockery, Jean-Jacques Birgé, Jean-François Pauvros, Guillaume Loizillon, Erik Minkkinen, Jean-Jacques Avenel, Sunny Murray, Yasuaki Shimizu, Emiko Ota, Laurent Saïet et le batteur roumain Cornélius Stroe; il écrit des musiques diverses et monte le Zig Rag Orchestra, puis 3D Jazz et Ring Sax Modulator avec Thierry Negro (basse) et Erick Borelva (batterie). En 1995, il inaugure un contrat pour plusieurs disques avec le label Saravah de Pierre Barouh avec un disque consacré à Louis Jordan composé de chansons explosées, La Légende du Franc Rock And Roll. En 1997 il enregistre avec Daunik Lazro, Daniel Mille, Thierry Madiot, Hubert Dupont, Camel Zekri et Fred Van Hove des duos qui seront transformés en samples et mixés dans l’album B/Free/Bifteck. En 2007, il joue en duo avec Diemo Schwarz (électronique). Ces dernières années, il se produit un peu moins, principalement en solo, quelquefois au sein du groupe du griot sénégalais Djeour Cissokho.
Il a écrit de nombreuses chroniques : Journal Web Intime de 1998 à 2001 (avant la mode des blogs), puis, de 2003 à 2007, Petite Fleur Électronique pour Jazz Magazine consacré à l’air du temps en musique. Son parcours musical est atypique. D’abord passionné par l’improvisation, il étudie la musique indienne et la musique électronique qu’il mixe dans une démarche férocement post-moderne, jazz, funk, folk et free dans une même composition.

## Discographie
- 1981 : Abrasive, Axolotl (d’Avantage)
- 1984 : Outmanoeuvre, Axolotl (Cryonic)
- 1985 : Boubou-Smoking, trio avec Pierre Bastien, Jean-Pierre Bedoyan (Tago Mago)
- 1991 : Five Years With Aller Simple-Paris, Aller Simple-Paris (ITM Records)
- 1994 : Postcommunism Atmosphere, Zig Rag Orchestra avec Cornelius Stroe et Laurent Saiet (Deux Z)
- 1995 : Hexagonal Data Silence, Compact Vide (Trace)
- 1996 : La Légende du Franc Rock And Roll, Zig Rag Orchestra (Saravah)
- 1998 : B/Free/Bifteck (Saravah)
- 2000 : Les Epîtres Selon Synthétique, 3D Jazz live au Batofar (Madeleine ComPact)
- 2001 : Improvisations en duo avec Fred Van Hove aux orgues de Saint-Germain-des-Près (Saravah)
- 2003 : White Light consacré aux artistes Claude Closky, Jochen Gerz, Julien Blaine, Ilya Kabakov, Marie-Jo Pillet et Otto Muehl (Ed. Al Dante)
- 2004 : Tips, hommage à Steve Lacy (Saravah)
- 2005 : New Phantom Band, solo (Son@rt)
- 2006 : Bye Bye la Perf , duo avec le poète Julien Blaine (DCC)
- 2007 : Love Try, Ring Sax Modulator avec Thierry Negro, Erick Borelva (Saravah)
- 2010 : Live in Sao Paolo, duo avec le poète Jacques Donguy (Son@rt)
- 2011 : Music as Fuel - Sun Ra Nostalgia, solo (free.bifteck.free.fr)

## Vidéogrammes, musique de film
- 1984 : Axolotl vidéogramme (réalisé par Lari Lucien)
- 1985 : Paris Moscou Tokyo, vidéogramme (réalisé par Lari Lucien)
- 1988 : Les Aventures du quotidien, musique d'une série courte TV (réalisé par Lari Lucien)
- 1990 : Aller Simple-Paris, vidéogramme (réalisé par Jan Kounen, Lari Lucien)
- 1997 : Ainsi soit-il !, musique de film (réalisé par Gaï Ramaka)
- 2006 : Julien Blaine, l’éléphant et la chute, musique de film (réalisé par Marie Poitevin)
- 2011 : Tinnitus-Mojo, vidéo musique dont le sujet est l’acouphène et la surdité chez un musicien (réalisé par Étienne Brunet lui-même)
- 2020 : Covidéo, série de vidéos pendant le confinement

## Sources
- Philippe Carles, André Clergeat et Jean-Louis Comolli, Dictionnaire du jazz, Paris, Robert Laffont, coll. « Bouquins », 9782221115923 2011, 1457 p. (ISBN 978-2-221-11592-3, BNF 42542397), p. 187
- Jazz Magazine (2003-2007)
- Éric Deshayes et Dominique Grimaud, L’underground musical en France, Marseille, Le Mot et le reste, coll. « Formes », 25 novembre 2008, 350 p. (ISBN 978-2-915378-74-0, BNF 41398621, présentation en ligne)
- Franck Médioni, Miles Davis : 80 musiciens témoignent, Arles, Actes Sud, octobre 2009, 522 p. (ISBN 978-2-7427-8632-9, BNF 42081191), p. 67
- Jacques Donguy, Poésies expérimentales : Zone numérique (1953-2007), Dijon, les presses du réel, coll. « L'écart absolu – Chantiers », octobre 2007, 400 p. (ISBN 978-2-84066-202-0, BNF 41135637, présentation en ligne), p. 283Texte remanié de : thèse de doctorat en littérature française à Paris III, 1995. Titre de soutenance : La poésie expérimentale dans l'art et la littérature des années 50 à nos jours en France et à l'étranger.